# Oruzgan (provins)
Oruzgan er en af  Afghanistans 34 provinser.  Den ligger centralt i landet. Administrationscenteret er Tarin Kowt.  28. marts 2004 blev den nye Daikondi-provins skilt ud af den nordlige del af  provinsen. Kortet viser de tidligere grænser.
I 2006 fik provinsen tilbageført distriktet Gizab fra Daikondi.  

## Distrikter i Oruzgan
Provinsen  Urusgan er inddelt i ni distrikter (woluswali):
- Chora
- Dihrawud
- Gizab
- Khas Uruzgan
- Kijran
- Nesh
- Shahidi Hassas
- Shahristan
- Tarin Kut

32°36′46″N 65°51′59″Ø / 32.61278°N 65.86639°Ø